# سوسکچه پوزه‌دراز
سوسکچه پوزه‌دراز (نام علمی: Rhinotia hemistictus) گونه‌ای سوسکچه است که در خانواده سوسکچه‌های نخستین قرار دارد.

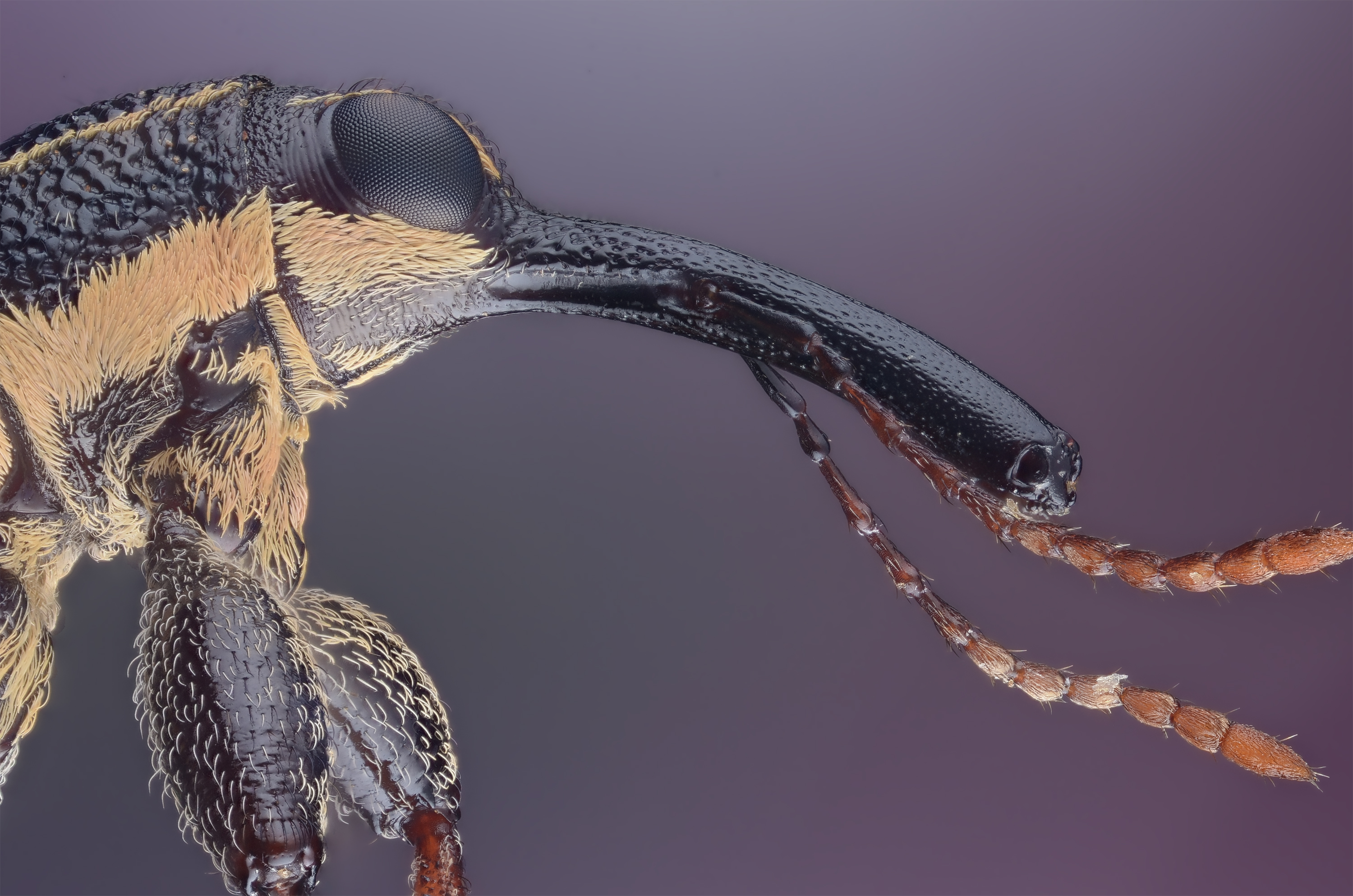
تصویر بزرگنمایی شده سوسکچه که جزئیات سر را نمایش می‌دهد.